# Achtubinsk
Achtubinsk (rusky Ахту́бинск) je město v Astrachaňské oblasti v Ruské federaci. Při sčítání lidu v roce 2010 mělo přes čtyřicet tisíc obyvatel.

## Poloha
Achtubinsk leží na levém břehu řeky Achtuby, nejvýchodnějšího ramene v deltě Volhy. Od Astrachaně, správního střediska celé oblasti, je vzdálen 270 kilometrů na severozápad, od hranice s Kazachstánem přibližně třicet kilometrů na západ.

## Dějiny
Město Achtubinsk vzniklo v roce 1959 ze sídel Vladimirovka (Влади́мировка), Petropavlovskoje (Петропа́вловское) a Achtuba (А́хтуба).